# Louise Reichardt
Louise Caroline Reichardt, també Luise Reichardt (Berlín, 11 d'abril, 1779 - Hamburg, 17 de novembre, 1826), va ser una cantant (soprano), compositora, professora de música i fundadora d'un cor de dones alemanya. Era la filla gran del compositor i escriptor Johann Friedrich Reichardt i de la cantant i compositora Juliane Reichardt, de soltera Benda. Louise Reichardt va compondre més de 90 cançons i moviments corals.

## Biografia
La infància a Berlín

La família de Louise Reichardt va viure inicialment a Berlín, on va ser batejada a l'Església de la Trinitat. La seva padrina era la princesa Luise von Brandenburg-Schwedt, mecenes del seu pare. Louise Reichardt va ser criada i educada pel seu pare, el compositor i escriptor Johann Friedrich Reichardt, que va viatjar amb freqüència i durant llargs períodes. La seva mare era la cantant i compositora Juliane Benda, filla petita del violinista i compositor Franz Benda. Va morir el 1783, quan Louise Reichhardt tenia quatre anys, després de donar a llum una filla; Un dels germans de Reichhardt ja havia mort un any abans. Quan era petita, Louise Reichardt va patir verola, que li va deixar cicatrius notables a la cara. A finals de 1783, el pare es va casar amb Johanna Alberti (1755–1827), que provenia de la família de pastors Alberti i que més tard es va convertir en la cunyada de Ludwig Tieck. Poetes coneguts que freqüentaven sovint la casa Reichardt.
Louise Reichardt va aprendre a tocar el piano, l'arpa, el llaüt i la guitarra mitjançant l'auto estudi. També es va formar en gran part en el cant; Es diu que tenia una veu molt càlida i plena. Tanmateix, el seu pare no li va permetre aparèixer en públic excepte a l'església o en cercles privats.

## A Gut Giebichenstein, l'"Alberg del Romanticisme"

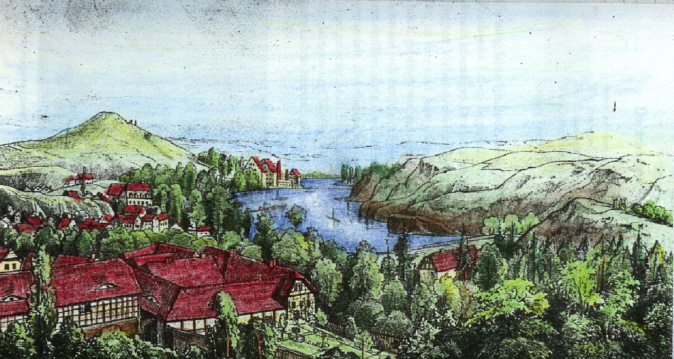
Hostal amb una vista romàntica de la casa de Reichardt

El 1791 la família es va traslladar a la finca de Giebichenstein prop de Halle, coneguda com l'"Alberg del Romanticisme". Aquí Louise Reichardt va aprendre, altres coses, de Friedrich Schleiermacher, Ludwig Tieck, els germans August Wilhelm Schlegel i Friedrich Schlegel, Clemens Brentano, Achim von Arnim i Bettina von Arnim, Novalis, Johann Gottlieb Fichte, Wilhelm Grimm, Johann Heinrich Voß, Joseph von Eichendorff, Jean Paul, Carl Friedrich Zelter, Johann Wolfgang von Goethe, va conèixer Christiane von Goethe i la vídua de Mozart Constanze, alguns dels quals hi van romandre molt de temps.
El 1794, el seu pare va ser destituït deshonorament com a director musical de la cort sense cap dret a pensió; L'indult només va arribar uns anys després. El germanastre de Reichardt es va ofegar mentre patinava sobre gel el 1801. Louise Reichardt va trobar suport i consol en la composició i la configuració de cançons populars de poemes (per exemple, de Tieck, von Arnim, Brentano). Cantar juntament amb els seus germans -una germana biològica, tres germanastres i cinc germanastres- era especialment important per a ella, així com la seva educació i formació, de la qual més tard va assumir la responsabilitat econòmica. El seu germà petit Carl Friedrich es va convertir més tard en un arquitecte i autor conegut internacionalment.
El promès de Louise Reichardt, el poeta Friedrich Eschen, va tenir un accident mortal mentre pujava muntanyes. El 1803, el seu nuvi Franz Gareis, un pintor, també va morir en un viatge educatiu a Itàlia. Com a conseqüència de les guerres napoleòniques, la casa del pare de Reichardt va ser devastada el 1806; La família va trobar allotjament temporal amb familiars a Berlín i Halle. Després de tornar a la finca familiar, que amb prou feines havia estat restaurada, va patir una manca constant de diners.

## Professora de música i compositora a Hamburg

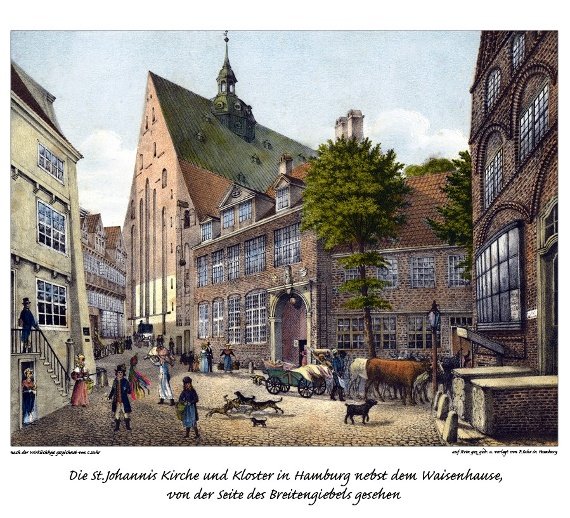
Monestir de St. Johannis am Johannis (litografia de Peter Suhr 1825)

Louise Reichhardt tenia plans per convertir-se en professora de música i va marxar a Hamburg el 1809 -en contra de la voluntat del seu pare, que ho considerava inadequat-, on la família tenia familiars i amics propers. Va viure a la casa del banquer Jerome Sillem i després permanentment amb la seva mare, Marie Louise Sillem (1749–1826). Louise Reichardt també va participar en els concerts de la casa que es feien regularment a la sala gran de la seva casa de la ciutat (Große Reichenstrasse 28), per exemple en les representacions dels oratoris de Händel. El cercle d'amics de Louise Reichardt incloïa les famílies d'Amalie Sieveking, el pintor Philipp Otto Runge, el llibreter Friedrich Christoph Perthes i el poeta i periodista Matthias Claudius.
Louise Reichhardt va treballar com a professora de cant en col·laboració amb Johann Heinrich Clasing. Va fundar una escola de música per a dones i el primer cor de dones (club coral el 1816, acadèmia de cant el 1819). El seu objectiu era donar a conèixer la música de Johann Sebastian Bach i George Frideric Handel, i ella i els seus alumnes van participar en actuacions públiques, p. B. 1818 del “Messies” a la "Michaeliskirche". Amb uns ingressos inicialment bons, va portar una vida modesta basada en la seva fe i va gastar els seus ingressos lliurement en els seus projectes i en donar suport als necessitats.
A causa del deteriorament de la salut i l'augment de la pressió competitiva, la seva situació va empitjorar gradualment. Després de la seva mort, Marie Louise Sillem li va deixar una pensió mensual per poder-li passar una jubilació digna en una altra casa. Louise Reichhardt va morir el 1826. El 23 de novembre d'aquell any va ser enterrada al cementiri de Johanni. El discurs fúnebre va ser pronunciat per Johann Heinrich Mutzenbecher (1772–1844), diaca de Sant Petri. Els seus alumnes van cantar dos corals que ella havia compost recentment.
Reichardtstrasse existeix a Hamburg-Bahrenfeld des de 1929, porta el nom de Johann Friedrich Reichardt i afegida el 2001/2002 per la mateixa Louise Caroline Reichardt.